# Campeonato Romeno de Patinação Artística no Gelo de 2017
Campeonato Romeno de Patinação Artística no Gelo de 2017 foi a edição da temporada 2017–18 do Campeonato Romeno de Patinação Artística no Gelo, um evento anual de patinação artística no gelo onde os patinadores artísticos competem pelo título de campeão romeno no nível sênior. A competição foi disputada entre os dias 24 de outubro e 28 de outubro de 2017, na cidade de Bucareste.

## Eventos
- Individual masculino
- Individual feminino

## Medalhistas
| Evento                        | Ouro           | Prata                   | Bronze                    |
| Sênior                        |                |                         |                           |
| Individual masculino detalhes | Dorjan Kecskes | nenhum outro competidor | nenhum outro competidor   |
| Individual feminino detalhes  | Zselyke Kenez  | Irina Preda             | nenhuma outra competidora |

## Resultados

### Sênior

#### Individual masculino
| Pos.            | Nome           | Pontos | PC        | PL        |
| --------------- | -------------- | ------ | --------- | --------- |
| Medalha de ouro | Dorjan Kecskes | 62.30  | 19.55 (1) | 42.75 (1) |

#### Individual feminino
| Pos.             | Nome          | Pontos | PC        | PL        |
| ---------------- | ------------- | ------ | --------- | --------- |
| Medalha de ouro  | Zselyke Kenez | 73.22  | 28.14 (1) | 45.08 (1) |
| Medalha de prata | Irina Preda   | 63.35  | 19.44 (2) | 43.91 (2) |